# Gerhart-Hauptmann-Gesellschaft
Die Gerhart-Hauptmann-Gesellschaft e. V. ist eine literarisch-wissenschaftliche Gesellschaft mit Sitz in Berlin, die im Jahre 1952 in Baden-Baden gegründet wurde. Der gemeinnützige Verein verfolgt das Ziel, „Werk und Persönlichkeit Gerhart Hauptmanns den Menschen näherzubringen und die mit ihm und seinen Zeitgenossen verbundene Literatur und Forschung zu pflegen“ (aus der Satzung). Erster Präsident war der Rechtsanwalt und Schriftsteller Carl Haensel. Seit 1981 erscheint im Erich Schmidt Verlag die Buchreihe Veröffentlichungen der Gerhart-Hauptmann-Gesellschaft, die u. a. die Internationale Bibliographie zum Werk Gerhart Hauptmanns von Sigfrid Hoefert enthält.
1. Vorsitzender des Vereins ist Wolfgang de Bruyn, 2. Vorsitzender Stefan Rohlfs (Erkner).